# Edgecumbe Bay
Edgecumbe Bay är en vik i Australien. Den ligger i delstaten Queensland, omkring 940 kilometer nordväst om delstatshuvudstaden Brisbane.
Runt Edgecumbe Bay är det mycket glesbefolkat, med 7 invånare per kvadratkilometer. Savannklimat råder i trakten. Genomsnittlig årsnederbörd är 1 274 millimeter. Den regnigaste månaden är februari, med i genomsnitt 327 mm nederbörd, och den torraste är oktober, med 8 mm nederbörd.